# Коллен, Орельен
Орельен Коллен (фр. Aurélien Collin; 8 марта 1986, Анген-ле-Бен, Валь-д’Уаз, Франция) — французский футболист, центральный защитник.

## Карьера игрока
Коллен начинал свою карьеру в 2004 году в молодёжном составе клуба Лиги 2 «Седан». Год спустя перешёл в молодёжную команду «Амьена». В 2007 году переехал в Испанию, присоединившись к кантере «Мальорки».
В августе 2007 года Коллен начал полноценную взрослую карьеру, подписав двухлетний контракт с клубом шотландской Премьер-лиги «Гретна». Его дебют за клуб состоялся 18 августа 2007 года в матче против «Харт оф Мидлотиан».
Весной 2008 года после того как его контракт с «Гретной» был расторгнут, Коллен проходил просмотры в клубах английского Чемпионшипа «Блэкпул», «Престон Норт Энд» и «Вулверхэмптон Уондерерс», однако соглашения с ними достичь не смог. Позднее он подписал однолетний контракт с клубом греческой Суперлиги «Пансерраикос».
5 февраля 2009 года Коллен присоединился к клубу Национальной конференции «Рексем», подписав с ним полугодичный контракт до конца сезона. Дебютировал за клуб 21 февраля в матче Трофея Футбольной ассоциации против «Эббсфлит Юнайтед».
5 августа 2009 года в качестве свободного агента Коллен подписал двухлетний контракт с клубом чемпионата Португалии «Витория Сетубал». За два сезона в составе португальцев принял участие в 33 матчах лиги и забил три гола.
15 апреля 2011 года Коллен подписал контракт с клубом MLS «Спортинг Канзас-Сити». С первых же матчей стал основным игроком обороны команды, вместе с Мэттом Беслером образовав основную пару центральных защитников. В 2012 году помог клубу завоевать Открытый кубок США. По итогам сезона 2012 был включён символическую сборную MLS. 7 декабря 2013 года в матче за Кубок MLS против «Реал Солт-Лейк» забил гол, сравнявший счёт и переведший игру в овертайм. В итоге «Спортинг» выиграл титул по пенальти, а Коллен был признан самым ценным игроком Кубка MLS 2013. Всего же в пяти матчах плей-офф того сезона он забил три гола.
8 декабря 2014 года Коллен был обменян в новообразованный «Орландо Сити» на распределительные средства и защитника Джалила Анибабу. 8 марта 2015 года в матче против «Нью-Йорк Сити», в первой игре в истории клуба, он был удалён с поля за фол на Давиде Вилье. В первом сезоне выступлений за клуб принял участие в 28 матчах лиги и забил два гола.
29 апреля 2016 года Коллен был продан в «Нью-Йорк Ред Буллз». 6 мая дебютировал за ньюйоркцев в матче против своей бывшей команды «Орландо Сити». По окончании сезона 2018 «Нью-Йорк Ред Буллз» не продлил контракт с Колленом.
22 января 2019 года Коллен заключил контракт с «Филадельфией Юнион». За пенсильванский клуб дебютировал 20 апреля в матче против «Монреаль Импакт», выйдя в стартовом составе. По окончании сезона 2019 «Филадельфия Юнион» предложила Коллену новый контракт, и 27 декабря стороны согласовали новый однолетний договор. По окончании сезона 2020 срок контракта Коллена с «Филадельфией Юнион» истёк, но 2 апреля 2021 года игрок перезаключил контракт с клубом на один год. По окончании сезона 2021 Коллен вновь остался без контракта.
24 марта 2022 года Орельен Коллен объявил о завершении футбольной карьеры.

## Карьера тренера
5 января 2023 года Коллен вошёл в тренерский штаб «Хьюстон Динамо» в качестве ассистента главного тренера Бена Олсена.

## Достижения
Командные
 «Спортинг Канзас-Сити»
- Чемпион MLS (обладатель Кубка MLS): 2013
- Обладатель Открытого кубка США: 2012

 «Нью-Йорк Ред Буллз»
- Победитель регулярного чемпионата MLS: 2018

 «Филадельфия Юнион»
- Победитель регулярного чемпионата MLS: 2020

Личные
- Член символической сборной MLS: 2012
- Самый ценный игрок Кубка MLS: 2013
- Участник Матча всех звёзд MLS: 2012, 2013, 2014

## Статистика выступлений
| Выступление          | Выступление      | Выступление      | Лига | Лига | Кубок | Кубок | Континент. | Континент. | Остальные | Остальные | Итого | Итого |
| Клуб                 | Лига             | Сезон            | Игры | Голы | Игры  | Голы  | Игры       | Голы       | Игры      | Голы      | Игры  | Голы  |
| -------------------- | ---------------- | ---------------- | ---- | ---- | ----- | ----- | ---------- | ---------- | --------- | --------- | ----- | ----- |
| Гретна               | Премьер-лига     | 2007/08          | 19   | 0    | —     | —     | —          | —          | —         | —         | 19    | 0     |
| Гретна               | Итого            | Итого            | 19   | 0    | —     | —     | —          | —          | —         | —         | 19    | 0     |
| Пансерраикос         | Суперлига        | 2008/09          | 9    | 0    | 0     | 0     | —          | —          | —         | —         | 9     | 0     |
| Пансерраикос         | Итого            | Итого            | 9    | 0    | 0     | 0     | —          | —          | —         | —         | 9     | 0     |
| Рексем               | Конференция      | 2008/09          | 12   | 0    | —     | —     | —          | —          | —         | —         | 12    | 0     |
| Рексем               | Итого            | Итого            | 12   | 0    | —     | —     | —          | —          | —         | —         | 12    | 0     |
| Витория (Сетубал)    | Примейра-лига    | 2009/10          | 19   | 3    | 1     | 0     | —          | —          | 0         | 0         | 20    | 3     |
| Витория (Сетубал)    | Примейра-лига    | 2010/11          | 14   | 0    | 3     | 1     | —          | —          | 1         | 1         | 18    | 2     |
| Витория (Сетубал)    | Итого            | Итого            | 33   | 3    | 4     | 1     | —          | —          | 1         | 1         | 38    | 5     |
| Спортинг Канзас-Сити | MLS              | 2011             | 23   | 3    | 2     | 0     | —          | —          | 3         | 1         | 28    | 4     |
| Спортинг Канзас-Сити | MLS              | 2012             | 29   | 3    | 3     | 0     | —          | —          | 2         | 0         | 34    | 3     |
| Спортинг Канзас-Сити | MLS              | 2013             | 29   | 3    | 2     | 0     | 3          | 0          | 5         | 3         | 39    | 6     |
| Спортинг Канзас-Сити | MLS              | 2014             | 26   | 2    | 1     | 0     | 3          | 0          | 1         | 0         | 31    | 2     |
| Спортинг Канзас-Сити | Итого            | Итого            | 107  | 11   | 8     | 0     | 6          | 0          | 11        | 4         | 132   | 15    |
| Орландо Сити         | MLS              | 2015             | 28   | 2    | 0     | 0     | —          | —          | —         | —         | 28    | 2     |
| Орландо Сити         | MLS              | 2016             | 2    | 0    | —     | —     | —          | —          | —         | —         | 2     | 0     |
| Орландо Сити         | Итого            | Итого            | 30   | 2    | 0     | 0     | —          | —          | —         | —         | 30    | 2     |
| Нью-Йорк Ред Буллз   | MLS              | 2016             | 23   | 0    | 2     | 0     | 4          | 0          | 2         | 0         | 31    | 0     |
| Нью-Йорк Ред Буллз   | MLS              | 2017             | 9    | 0    | 2     | 0     | 2          | 0          | 0         | 0         | 13    | 0     |
| Нью-Йорк Ред Буллз   | MLS              | 2018             | 7    | 0    | 2     | 0     | 4          | 0          | 0         | 0         | 13    | 0     |
| Нью-Йорк Ред Буллз   | Итого            | Итого            | 39   | 0    | 6     | 0     | 10         | 0          | 2         | 0         | 57    | 0     |
| Филадельфия Юнион    | MLS              | 2019             | 6    | 0    | 1     | 0     | —          | —          | 0         | 0         | 7     | 0     |
| Филадельфия Юнион    | MLS              | 2020             | 0    | 0    | —     | —     | —          | —          | 0         | 0         | 0     | 0     |
| Филадельфия Юнион    | MLS              | 2021             | 0    | 0    | —     | —     | 1          | 0          | 1         | 0         | 2     | 0     |
| Филадельфия Юнион    | Итого            | Итого            | 6    | 0    | 1     | 0     | 1          | 0          | 1         | 0         | 9     | 0     |
| Всего за карьеру     | Всего за карьеру | Всего за карьеру | 255  | 16   | 19    | 1     | 17         | 0          | 15        | 5         | 306   | 22    |

1. ↑  В графу «Остальные» входят игры и голы в Кубке португальской лиги и плей-офф Кубка MLS.